# Юксель, Атакан
Атакан Юксель (родился 13 августа 1985 года в городе Шефаатли, провинция Йозгат, Турция ) — турецкий борец  греко-римского стиля, выступающий в весовой категории до 66 кг. Представлял свою страну на летних Олимпийских играх 2012 года в Лондоне, где был выбит во втором туре. Чемпион Европы 2019 года. Бронзовый призёр чемпионата мира 2017 года. Победитель Средиземноморских игр в 2013 году. Был вторым на кубке мира в 2013 году. Чемпион Европы среди юниоров 2005 года.
Весной 2021 года принял участие в Европейском олимпийском квалификационном турнире, где выбыл в первом туре проиграв будущему победителю турнира Рамазу Зоидзе.
По состоянию на 2012 год, представлял спортивный клуб ASKI, а его тренером был Мехмет Акиф Пирим.